# Иммунодефицит
Иммунодефици́ты — нарушения иммунологической реактивности, обусловленные выпадением одного или нескольких компонентов иммунного аппарата или тесно взаимодействующих с ним неспецифических факторов.
Единой классификации не существует.
По происхождению иммунодефициты делят на первичные и вторичные.

## Первичные иммунодефициты

### Определение и классификация
Первичные иммунодефициты — это врождённые (генетические или эмбриопатии) дефекты иммунной системы. В зависимости от уровня нарушений и локализации дефекта они бывают:
- гуморальные или антительные — с преимущественным поражением системы В-лимфоцитов
  - Х-сцепленная агаммаглобулинемия (болезнь Брутона)
  - Гипер-IgM синдром
    - Х-сцепленная
    - аутосомно-рецессивная

  - делеция генов тяжелых цепей иммуноглобулинов
  - дефицит k-цепей
  - селективный дефицит субклассов IgG с или без дефицита IgA
  - дефицит антител с нормальным уровнем иммуноглобулинов
  - общая вариабельная иммунная недостаточность
  - дефицит IgA
- клеточные
  - синдром Ди Джоржи
  - первичный дефицит CD4 клеток
  - дефицит CD7 Т-клеток
  - дефицит ИЛ-2
  - множественная недостаточность цитокинов
  - дефект передачи сигнала
- комбинированные:
  - синдром Вискотта-Олдрича
  - атаксия-телеангиоэктазия (синдром Луи-Бар)
  - тяжёлая комбинированная иммунная недостаточность
    - Х-сцепленная с полом
    - аутосомно-рецессивная

  - дефицит аденозиндезаминазы
  - дефицит пуриннуклеозидфосфорилазы
  - дефицит молекул II класса МНС (синдром лысых лимфоцитов)
  - ретикулярная дизгенезия
  - дефицит CD3γ или CD3ε
  - дефицит СD8 лимфоцитов
- недостаточность системы комплемента
- дефекты фагоцитоза
  - наследственные нейтропении
    - инфантильный летальный агранулоцитоз (болезнь Костмана)
    - циклическая нейтропения
    - семейная доброкачественная нейтропения
    - дефекты фагоцитарной функции
    - хроническая гранулёматозная болезнь
      - Х-сцепленная
      - аутосомно-рецессивная

    - дефицит адгезии лимфоцитов I типа
    - дефицит адгезии лейкоцитов 2 типа
    - дефицит глюкозо-6-дегидрогеназы нейтрофилов
    - дефицит миелопероксидазы
    - дефицит вторичных гранул
    - синдром Швахмана

### Клиническая картина иммунодефицитных состояний (ИДС)
Клиника имеет ряд общих черт:
1. Рецидивирующие и хронические инфекции верхних дыхательных путей, придаточных пазух, кожи, слизистых оболочек, желудочно-кишечного тракта, часто вызываемые оппортунистическими бактериями, простейшими, грибами, имеющие тенденцию к генерализации, септицемии и торпидные к обычной терапии.
2. Гематологические дефициты: лейкоцитопении, тромбоцитопении, анемии (гемолитические и мегалобластические).
3. Аутоиммунные расстройства: СКВ-подобный синдром, артриты, системная склеродермия, хронический активный гепатит, тиреоидит.
4. Нередко иммунодефицитные состояния (ИДС) сочетается с аллергическими реакциями 1 типа в виде экземы, отёка Квинке, аллергическими реакциями на введение лекарственных препаратов, иммуноглобулина, крови.
5. Опухоли и лимфопролиферативные заболевания при ИДС встречаются в 1000 раз чаще, чем без ИДС.
6. У больных с ИДС часто отмечаются расстройства пищеварения, диарейный синдром и синдром мальабсорбции.
7. Больные с ИДС отличаются необычными реакциями на вакцинацию, а применение у них живых вакцин опасно развитием сепсиса.
8. Первичные ИДС часто сочетаются с пороками развития, прежде всего, с гипоплазией клеточных элементов хряща и волос. Кардиоваскулярные пороки описаны, главным образом, при синдроме Ди-Джоржи.

### Лечение первичных ИДС
Этиотропная терапия заключается в коррекции генетического дефекта методами генной инженерии. Но такой подход является экспериментальным.
Основные усилия при установленном первичном ИДС направлены на:
- профилактику инфекций
- заместительную коррекцию дефектного звена иммунной системы в виде трансплантации костного мозга, замещения иммуноглобулинов, переливания нейтрофилов.
- заместительную терапию ферментами
- терапию цитокинами
- витаминотерапию
- лечение сопутствующих инфекций
- генная терапия
- иммуномодулирующая терапия

## Вторичные иммунодефициты
Вторичные иммунодефицитные состояния — нарушения иммунной системы, развивающиеся в позднем постнатальном периоде у детей или у взрослых,
не являющиеся результатом генетических дефектов.
Факторы, способные вызвать вторичный иммунодефицит, весьма разнообразны. Вторичный иммунодефицит может быть вызван как факторами внешней среды, так и внутренними факторами организма.
В целом, все неблагоприятные факторы окружающей среды, способные нарушить обмен веществ организма, могут стать причиной развития вторичного иммунодефицита. К наиболее распространённым факторам окружающей среды, вызывающим иммунодефицит, относятся загрязнения окружающей среды, ионизирующее и СВЧ-излучение, острые и хронические отравления, длительный приём некоторых лекарственных препаратов, хронический стресс и переутомление. Общей чертой описанных выше факторов является комплексное негативное воздействие на все системы организма, в том числе и на иммунную систему. Кроме того, такие факторы, как ионизирующее излучение, оказывают избирательное ингибирующее действие на иммунитет, связанное с угнетением системы кроветворения. Люди, проживающие или работающие в условиях загрязненной окружающей среды, чаще болеют различными инфекционными заболеваниями и чаще страдают онкологическими болезнями. Очевидно, что такое повышение заболеваемости у этой категории людей связано со снижением активности иммунной системы.

### Причины
Вторичные иммунодефициты являются частым осложнением многих заболеваний и состояний.
Основные причины вторичных ИДС:
- дефект питания и общее истощение организма также приводят к снижению иммунитета. На фоне общего истощения организма нарушается работа всех внутренних органов. Иммунная система особенно чувствительна к недостатку витаминов, минералов и питательных веществ, так как осуществление иммунной защиты — это энергоемкий процесс. Часто снижение иммунитета наблюдается во время сезонной витаминной недостаточности (зима-весна).
- хронические бактериальные и вирусные инфекции, а также паразитарные инвазии (туберкулёз, стафилококкоз, пневмококкоз, герпес, хронические вирусные гепатиты, краснуха, ВИЧ-инфекция, малярия, токсоплазмоз, лейшманиоз, аскаридоз и др.). При различных хронических заболеваниях инфекционного характера иммунная система претерпевает серьёзные изменения: нарушается иммунореактивность, развивается повышенная сенсибилизация по отношению к различным антигенам микробов. Кроме того, на фоне хронического инфекционного процесса наблюдается интоксикация организма и угнетение функции кроветворения. Иммунодефицит во время инфекции ВИЧ опосредован избирательным поражением клеток иммунной системы вирусом.
- гельминтозы.
- потеря факторов иммунной защиты наблюдается во время сильных потерь крови, при ожогах или при заболеваниях почек (протеинурия, хроническая почечная недостаточность). Общей особенностью этих патологий является значительная потеря плазмы крови или растворённых в ней белков, часть из которых является иммуноглобулинами и другими компонентами иммунной системы (белки системы комплемента, C-реактивный белок). Во время кровотечений теряется не только плазма, но и клетки крови, поэтому на фоне сильного кровотечения снижение иммунитета имеет комбинированный характер (клеточно-гуморальный).
- диарейный синдром.
- дистресс-синдром.
- тяжёлые травмы и операции также протекают со снижением функции иммунной системы. Вообще любое серьёзное заболевание организма приводит к вторичному иммунодефициту. Отчасти это связано с нарушением обмена веществ и интоксикацией организма, а отчасти с тем, что во время травм или операций выделяются большие количества гормонов надпочечников, которые угнетают функцию иммунной системы.
- эндокринопатии (сахарный диабет, гипотиреоз, гипертиреоз) приводят к снижению иммунитета за счёт нарушения обмена веществ организма. Наиболее выраженное снижение иммунной реактивности организма наблюдается при сахарном диабете и гипотиреозе. При этих заболеваниях снижается выработка энергии в тканях, что приводит к нарушению процессов деления и дифференциации клеток, в том числе и клеток иммунной системы. На фоне сахарного диабета частота различных инфекционных заболеваний значительно повышается. Связано это не только с угнетением функции иммунной системы, но и с тем, что повышенное содержание глюкозы в крови больных диабетом стимулирует размножение бактерий.
- острые и хронические отравления различными ксенобиотиками (химическими токсичными веществами, лекарственными препаратами, наркотическими средствами). Особенно выражено снижение иммунной защиты во время приема цитостатиков, глюкокортикоидных гормонов, антиметаболитов, антибиотиков. Также наблюдается при отравлении ПХБ (полихлорированными бифенилами), это вещество применяется в электротехнике в качестве электроизоляционного материала, обладает сильным иммунодепрессивным, тератогенным, канцерогенным и нефротоксическим действием.
- низкая масса тела при рождении.
- снижение иммунной защиты у людей старческого возраста, беременных женщин и детей связано с возрастными и физиологическими особенностями организма этих категорий людей.
- злокачественные новообразования нарушают деятельность всех систем организма. Наиболее выраженное снижение иммунитета наблюдается в случае злокачественных заболеваний крови (лейкемия) и при замещении красного костного мозга метастазами опухолей. На фоне лейкемии количество иммунных клеток в крови порой повышается в десятки, сотни и тысячи раз, однако эти клетки нефункциональны и потому не могут обеспечить нормальной иммунной защиты организма.
- аутоиммунные заболевания возникают из-за нарушения функции иммунной системы. На фоне заболеваний этого типа и при их лечении иммунная система работает недостаточно и порой неправильно, что приводит к повреждению собственных тканей и неспособности побороть инфекцию.
- лучевая болезнь, при которой иммунодефицит вызывается тяжёлым нарушением лейкопоэза из-за повреждения быстро делящихся клеток красного костного мозга.

### Лечение вторичных ИДС
Механизмы подавления иммунитета при вторичных ИДС различны и, как правило, имеется сочетание нескольких механизмов; нарушения иммунной системы выражены в меньшей степени, чем при первичных. Как правило, вторичные иммунодефициты носят преходящий характер. В связи с этим лечение вторичных иммунодефицитов гораздо проще и эффективнее по сравнению с лечением первичных нарушений функции иммунной системы.
Обычно лечение вторичного иммунодефицита начинают с определения и устранения причины его возникновения. Например, лечение иммунодефицита на фоне хронических инфекций начинают с санации очагов хронического воспаления.
Иммунодефицит на фоне витаминно-минеральной недостаточности начинают лечить при помощи комплексов витаминов и минералов. Восстановительные способности иммунной системы велики, поэтому устранение причины иммунодефицита, как правило, приводит к восстановлению иммунной системы. Для ускорения выздоровления и стимуляции иммунитета проводят курс лечения иммуностимулирующими препаратами. В настоящее время известно большое число иммуностимулирующих препаратов с различными механизмами действия.

### ВИЧ-инфекция
ВИЧ-инфекция — это инфекционное заболевание человека, вызываемое вирусом иммунодефицита человека (ВИЧ), который, поражая CD4-положительные Т-лимфоциты, становится причиной развития состояния вторичного иммунодефицита, развивающегося вследствие нарушения процессов координации и стимуляции иммунной системы больного.
В Th-клетку ВИЧ проникает при помощи особого гликопротеина в составе своего S-белка — gp120.
Без лечения ВИЧ-инфекция переходит в терминальную стадию — синдром приобретённого иммунного дефицита (СПИД). При СПИДе из-за критической недостаточности в организме CD4+ Т-клеток происходит тотальное нарушение функции иммунной системы, вследствие чего организм становится практически беззащитным перед другими инфекциями, а также, из-за неработоспособности механизмов противоопухолевого иммунитета, организм больше не может противиться развитию разного рода новообразований (доброкачественных и злокачественных).
Заболевание, развившееся на фоне СПИДа, при отсутствии грамотной медикаментозной терапии как самого СПИДа, так и сопутствующего ему заболевания, в 100 % случаев приводит к смерти больного.
На данный момент способа полностью излечиться от ВИЧ-инфекции не найдено, не существует и эффективной вакцины против ВИЧ. Единственное, что может помочь ВИЧ-положительному человеку — это антиретровирусная терапия, препятствующая размножению вируса в организме и позволяющая больному жить полноценной жизнью, не опасаясь развития каких-либо дальнейших осложнений самой ВИЧ-инфекции и больше не беспокоясь о возможной передачи вируса от него к другому человеку.